# MEncoder
MEncoder é uma ferramenta que usa linha de comando para codificação de vídeos sob a Licença Pública Geral GNU. O MEncoder é distribuido juntamente com o MPlayer e permite converter de todos os formatos de vídeo aceites pelo MPlayer para um grande número de outros. Possui diversos filtros de áudio e vídeo para a manipulação dos arquivos. Devido a enorme quantidade de opções o MEncoder pode parecer pouco amigável no começo, mas ele é uma ferramenta extremamente poderosa para conversão de vídeo. Alguns frontends foram desenvolvidos para torná-lo mais acessível.

## Codecs suportados
Para saber quais codecs são digite os comandos:
```
mencoder -oac help (para codecs de Áudio)
mencoder -ovc help (para codecs de Vídeo)
```

Alguns dos codecs mais usados:
- Para áudio:
  - pcm: similar ao WAV. Não comprime o áudio
  - copy: copia o formato de áudio sem alterar
  - mp3lame: MP3 de 128 Kbps (Por padrão)
  - lavc

- Para vídeo: raw, copy, xvid, lavc, frameno, qtvideo e nuv.
  - raw: vídeo sem compressão. Ocupa muito espaço
  - copy: copia o formato original
  - xvid:  codifica usando Xvid
  - lavc:  codifica o vídeo em múltiplos formatos suportados por FFMPEG, incluindo WMV, Microsoft MPEG-4, DivX, MPEG, etc.
  - frameno: não codifica o vídeo, somente o áudio.
  - qtvideo:  codifica em formato QuickTime (em desenvolvimento)